# 安部志雄
安部 志雄（あべ ゆきお、1901年4月13日 - 1974年6月24日）は、日本の経営者。大分県別府市出身。

## 経歴
1926年に東京帝国大学法学部英法科を卒業。藤本ビルブローカー銀行での勤務を経て、1943年に大和証券に転じ、1948年に取締役に就任した。常務、専務、名古屋支店長を経て、1958年11月に副社長に就任し、1963年4月に社長に昇格した。経済団体連合会常任理事も務めた。
1974年6月24日脳出血のために死去。73歳没。